# Voděrady (Morávia do Sul)
Voděrady é uma comuna checa localizada na região de Morávia do Sul, distrito de Blansko.